# IP protocol scan
È detto IP protocol scan un tipo di scansione che permette di determinare quali sono i protocolli supportati dalla macchine a cui la scansione è indirizzata. I protocolli in oggetto sono quelli che possono poggiare sul protocollo IP, quindi anche i protocolli come ip over ip.
La scansione consiste nell'inviare alla macchina target un pacchetto con un certo protocol type. Se il protocollo non è attivo l'host target risponderà con un pacchetto icmp di tipo Destination protocol unreachable (type 3, code 2). Se il protocollo è attivo invece non si riceverà alcuna risposta.

## Altri tipi di scan
- TCP connect scan
- SYN scan
- ACK scan
- NULL scan
- FIN scan
- XMAS scan
- idle scan